# Brug bij Hasselt (ring)
De brug bij Hasselt in de R71 is een liggerbrug over de aftakking naar de voormalige kolenhaven aan het Albertkanaal in de Belgische stad Hasselt. De brug maakt deel uit van de Hasseltse grote ring.